# Circ de Neró
No confondre amb el Circ Màxim, major i més antic.
El Circ de Neró o Circ de Calígula va ser un circ a l'antiga Roma, situat principalment a l'actual Ciutat del Vaticà.

## Construcció
Va ser començat per Calígula a la propietat de la seva mare Agripina a l'Ager Vaticanus (l'actual rione del Borgo), i acabat per Claudi.

## Ubicació i dimensions

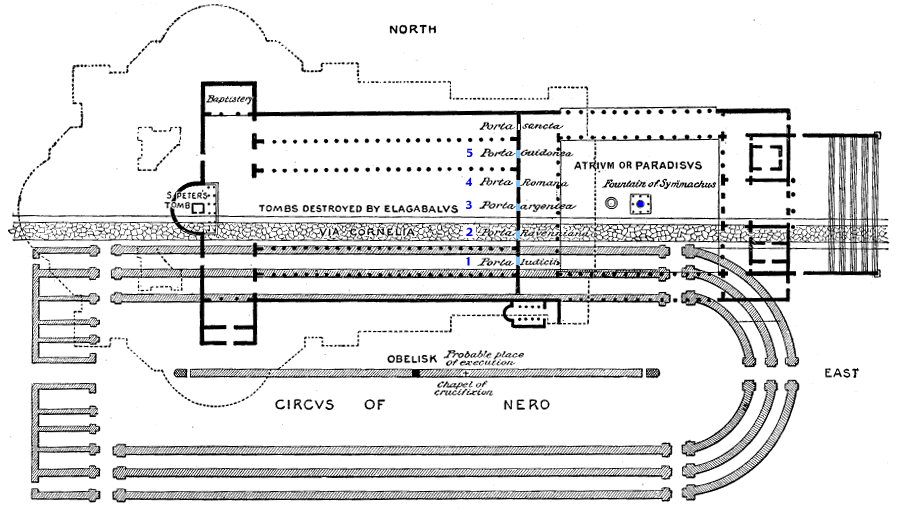
Una primitiva interpretació de les localitzacions relatives del circ, i les basíliques medieval i actual de Sant Pere

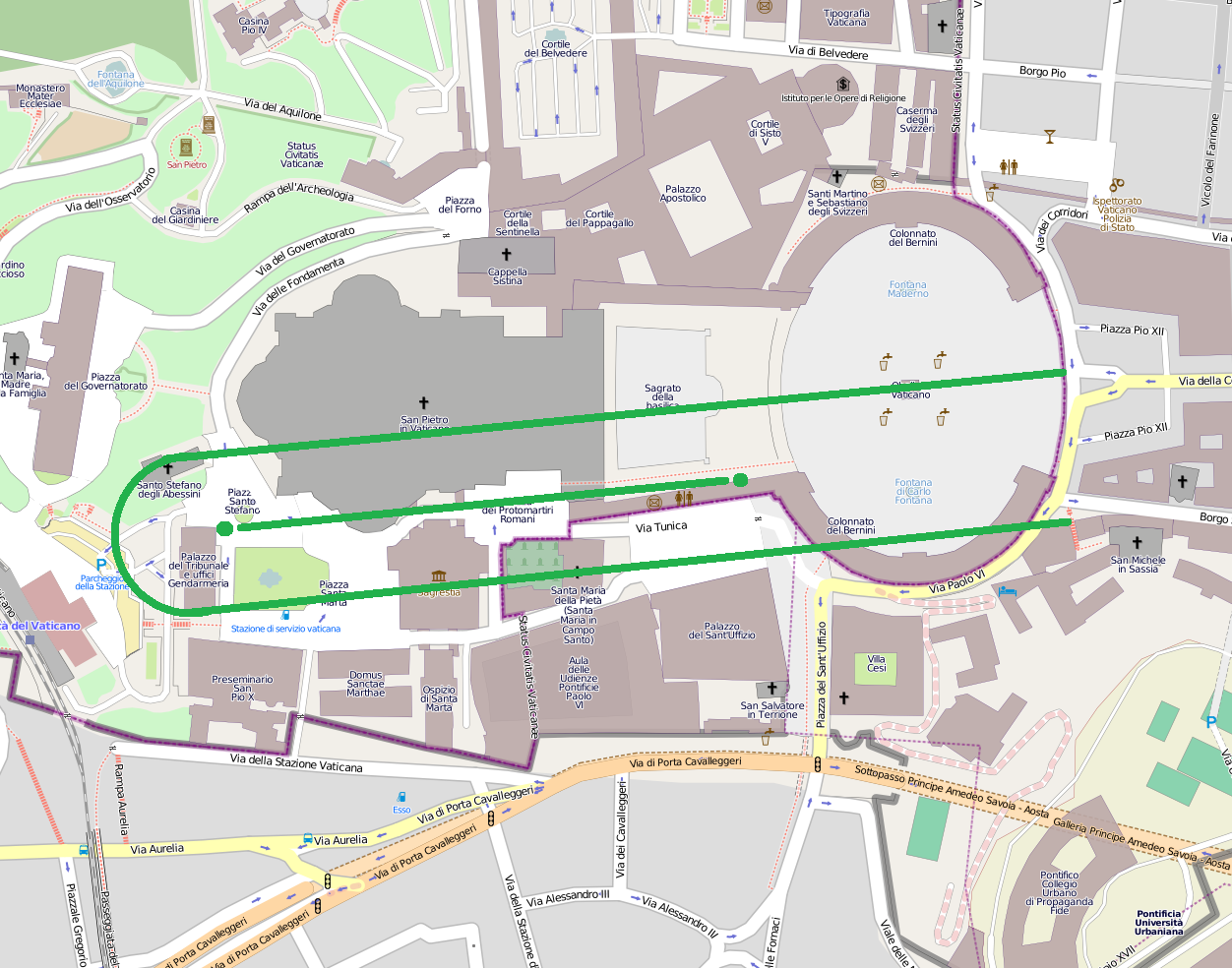
Una possible interpretació moderna

El pla que acompanya mostra una interpretació primerenca de les localitzacions relatives del circ i de les basíliques medieval i actual de Sant Pere. El pla també suggereix les dimensions del circ en relació amb les basíliques. Una interpretació més moderna difereix en diversos aspectes: manté l'obelisc central en la mateixa posició respecte a les basíliques, com en el pla que l'acompanya, però fa girar tot el circ sobre l'obelisc, en sentit horari, uns 170 graus, de manera que les portes de sortida del circ són ara cap a l'est i més a prop del centre de Roma. La interpretació més moderna també demostra que el circ és molt més llarg, en relació amb la seva amplada en comparació amb la interpretació primerenca.

## El cementiri romà proper
La Via Cornèlia anava paral·lela a la banda nord del Circ, i es pot localitzar el seu recorregut amb precisió, ja que s'han descobert tombes paganes en diversos moments al llarg de les seves vores. Les memòries de Sante Bartoli registren que quan Alexandre VII estava construint l'ala esquerra de la columnata de Bernini i la font a l'esquerra, es va descobrir una tomba amb un baix relleu a la porta que representava una escena matrimonial («vi era un bellissimo bassorilievo di un matrimonio antico»).D'altres es van trobar aviat. El millor descobriment, el de les tombes paganes situades exactament a la línia de la tomba de Sant Pere, es va fer en presència de Grimaldi, el 9 de novembre de 1616:
«Aquell dia, vaig entrar a una sala sepulcral quadrada el sostre del qual estava ornat amb dissenys en estuc pintat. Al centre hi havia un medalló amb una figura en alt relleu. La porta es va obrir a la Via Cornèlia, que hi havia a la al mateix nivell, aquesta tomba es troba sota el setè pas davant de la porta del mig de l'església, i em diuen que el sarcòfag que s'utilitzava com a font, a la cort dels guàrdies suïssos, va ser descobert en l'època de Gregori XIII al mateix lloc, i que contenia el cos d'un pagà.»

## Lloc del martiri
Les curses de cavalls, bigues i quàdrigues, molt populars a Roma, se celebraven al circ privat de l'emperador, tant que en algunes ocasions l'emperador, que normalment assistia només amb la seva cort, obria les portes del circ el poble romà. És probable que la instal·lació no pogués contenir més de 20.000 espectadors.
El circ va ser el lloc on es van efectuar els primers martiris de cristians organitzats per l'Estat l'any 65, acusats de provocar el Gran incendi de Roma. La tradició afirma que dos anys després, Sant Pere i molts altres cristians van compartir la seva sort. Tàcit va descriure les circumstàncies en un conegut passatge dels Annals
| « | Neró va afegir la burla a la tortura. Com embolicar els homes amb pells d'animals per ser trinxats per gossos, o clavar-los a les creus o enviar-los a l'estaca com a torxes, que il·luminaven la foscor al final del dia. Neró havia ofert els seus jardins per a l'espectacle i hi organitzava jocs de circ, barrejant-se amb la multitud vestit d'auriga o conduint un carro de carreres. D'aquesta manera es va lamentar dels condemnats, tot i que culpables i mereixedors de la tortura, perquè eren sacrificats no per la utilitat pública sinó per la crueltat d'un sol. | » |

El lloc per a les crucifixions al Circ hauria estat al llarg de la spina, tal com suggereixen les primers Actes de Pere que descriuen el lloc del seu martiri com a as inter duas metas ("entre els dos metae o els torns ", cosa que hauria estat equidistant entre els dos extrems del circ). És probable que aquesta identificació sigui veritable donat el trauma de l'esdeveniment per a la comunitat cristiana. L'obelisc al centre de la spina del circ sempre va romandre en peu, fins que va ser reedificat a la plaça de Sant Pere al segle xvi per l'arquitecte Domenico Fontana. L'obelisc va ser originalment portat a Roma per Calígula.
La ubicació tradicional de la tomba de Sant Pere es troba en aquesta zona, al cementiri esmentat anteriorment i en un lloc suggerit per la basílica.

## La Basílica de Constantí

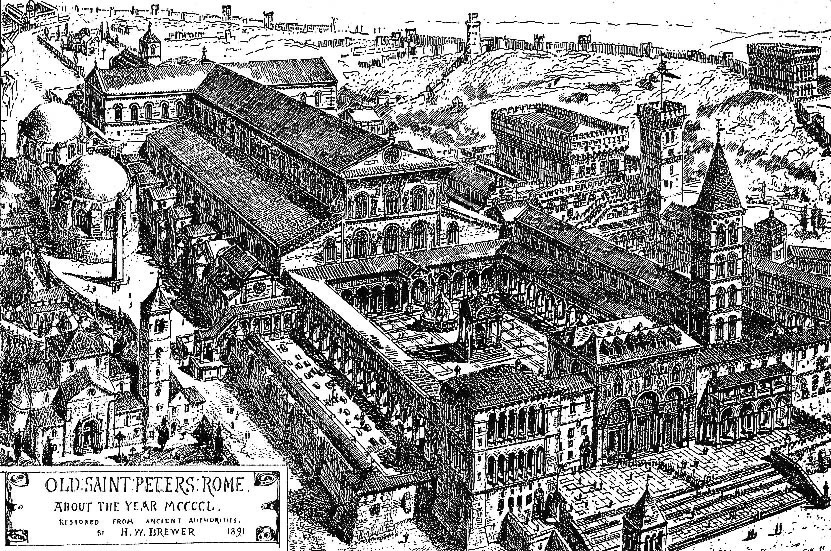
Una reconstrucció de la Basílica cap al 1450.

Constantí va construir una basílica sobre el lloc, utilitzant alguna de les estructures existents del circ de Neró. La basílica estava situada de manera que el seu absis estava centrat sobre la tomba de Pere (ara sota l'altar major de l'actual basílica de Sant Pere). El circ en si ja va ser abandonat a mitjans del segle II, quan la zona es va dividir i es va donar en concessió a particulars per a la construcció de tombes pertanyents a la necròpolis. Tot i així, sembla que la majoria de les ruïnes del Circ van sobreviure fins al 1450, quan finalment van ser destruïdes per la construcció de la nova basílica de Sant Pere.

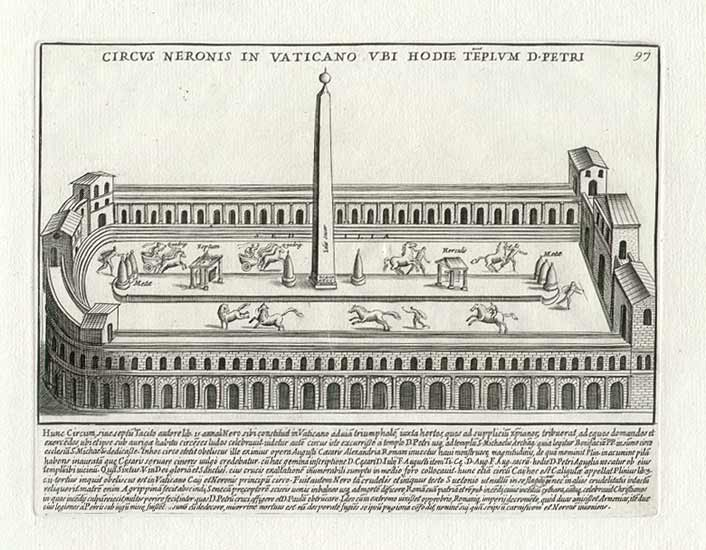
Dibuix del Circ de Neró (Pietro Santi Bartoli, 1699)